# Lichtenbergs metall
Lichtenbergs metall är en lättsmält legering, som utexperimenterats av den tyske fysikern Georg Christoph Lichtenberg på 1700-talet.
I litteraturen förekommer olika uppgifter om smältpunkten (98 °C…70 °C), som troligen är redovisningar av resultat vid olika blandningar som Lichtenberg experimenterat med. Gissningsvis är tabellens proportioner, som ger smälttemperatur 70 °C, den eutektiska blandningen.
Liknande blandningar av samma ämnen har även kallats Woods metall.